# メディカル・アフェアーズ
メディカル・アフェアーズ (Medical Affairs) は、製薬企業において新薬の開発から市販後までコーディネートする組織である。もともと欧米の製薬会社では一般的な部局であったが、日本では1990年代以降に外資系の製薬会社などから制度化が始まった。それ以前は、同種の業務は「学術情報」担当などと称され、マーケティング部門におかれていることが多かった。
国内における学術情報はMR（営業）や社外（医師）からの問い合わせに対応することを主要目的として汎用されてきたが、近年では、この役割は個々のMR（営業）が担うべきであるという考え方が主流となり、また、学術部はほとんどが通常のMRレベルの人材から構成されていたため、多くの企業で学術部は廃止された。
また、2007年以降、ノバルティスファーマのディオバン事件をはじめ、医師主導研究に製薬企業の営業が関与していた事実が次々と判明した。https://toyokeizai.net/articles/-/30082
この結果、製薬業界全体として、研究活動から更なる営業部門の排除は進み、研究活動は、営業部門から独立した組織であるメディカルアフェアーズが担っている。
このように、営業の一部である学術部が時代とともに淘汰され、その代わりに登場してきたのがスペシャリストで構成されるメディカル・アフェアーズである。医師、薬剤師、看護師などのヘルスケア専門家（博士及び修士）ならびに非臨床研究や臨床開発の経験者で構成されており、臨床研究の企画・遂行、開発戦略への提言や学術資材の審査及び治験データの学会発表を行っている。http://www.jpma.or.jp/about/basis/mamsl/
なお企業によってはメディカル・サイエンス・リエゾン (en:Medical science liaison, MSL) と呼ばれるトップオピニオンリーダーとの科学的議論や臨床研究の支援などの対外活動を中心的に行うポジションもメディカル・アフェアーズに置かれている。http://www.jpma.or.jp/about/basis/mamsl/pdf/msl-jp_20190401.pdf
求人票から次のように開発から市販後の製品戦略をトータルでコーディネートする組織として募集されていることが分かる。
- UCBにおいては、次のHPのようにメディカルアフェアーズ部門内に市販後の安全性調査部がおかれ、安全性情報の収集を行っている[3]。
- ファイザーにおいては、次のHPのようにメディカル・アフェアーズは市販後の医薬品の臨床研究をサポートするなどし、育薬を主に行っている[4]。
- ノバルティスでは次のようにサイエンティフィックアフェアーズというキーオピニオンDrを担当する組織が独立して存在している[5]。
- アステラスにおいては、開発段階から重点領域について医学的・科学的な視点でライフサイクルプランを策定し、疾患領域ごとのグローバル製品価値を最大化するため、グローバル開発拠点を設置する米イリノイ州に「グローバル・メディカル・アフェアーズ」(GMA) が設立された[6]。